# Ioanella
Ioanella è una frazione del Comune di Torricella Sicura in Provincia di Teramo.

## Storia
L'origine del nome Ioanella deriverebbe da ioaria o iuaria, ossia "un piccolo ministero o luogo del Giudice, destinato dai primitivi feudatarj di quelle parti ad amministrar la bassa giustizia ai vassalli".

Altri nomi rinvenuti su antichi documenti che citano la località sono: Giovannel, Giovannella, Giovannello, Ioanello, Iuganello, Iuvanello, Joanella. 

Il territorio fece parte del contado di Teramo e in seguito dello Stato di Bisegno. 
La vicina S. Giovanni a Scorzone fruiva dei numerosi vassalli di Ioanella e dintorni. 

Ioanella ebbe una sua Università (il corrispettivo di un attuale comune) col nome di Santa Maria di Ioanella. 

È citata già in un documento del 1011 quando due appezzamenti di terreno (uno dei quali lavorato a vigna) furono donati al monastero di S. Giovanni a Scorzone. 

Nel 1124 era già feudo della Chiesa apruziense, tenuto dai Teutoneschi. 

Nel 1671 risulta ancora tra le terre del Vescovado mentre non risulta più così quando, nel 1782, veniva inserita tra i feudi della città di Teramo (col nome di Villa Ioannella). 

Nel secolo XVII non fu censita tra le Università ma tra le Ville separate della città di Teramo. 

Nel 1779 parte del territorio noto come Feudo di Notar Berardo appartenuto per ultimo a tal Carlo di Berardo e reincamerato dalla Regia Corte per una estensione di coppe 5 e canne 18 pari a circa ettari 3,24, fu acquistato all'asta dalla famiglia Vergara Caffarelli a cui fu imposto il nome di Feudo di Comignano sul quale la famiglia poté trasferire nel 1780 il titolo di Marchese dalla omonima località sita nei pressi di Nola.

Nel 1813 Ioanella fu annessa al Comune di Torricella (oggi Torricella Sicura). 

Dopo la Seconda guerra mondiale Ioanella non era ancora raggiunta da una strada carrozzabile ma solo da una mulattiera che saliva da Villa Popolo, dove la carrozzabile terminava. 

Con delibera consiliare comunale del 13 agosto 1951 a Ioanella fu assegnata la definizione di frazione insieme ad altre 22 frazioni del comune di Torricella Sicura. Ben 37 ne risulteranno in un documento del 1967. 
 
Negli anni cinquanta fu costruita la strada rotabile Villa Popolo-Ioanella e l'edificio della scuola elementare, che fu completato con successivi lavori ai primi anni sessanta. 

Della frazione di Ioanella fanno attualmente parte le seguenti località: Casanova, Villa Colle, Case Marcozze, Case Manare e Case di Pompa.

## Monumenti e luoghi d'interesse

### Edifici religiosi

#### S. Maria Assunta

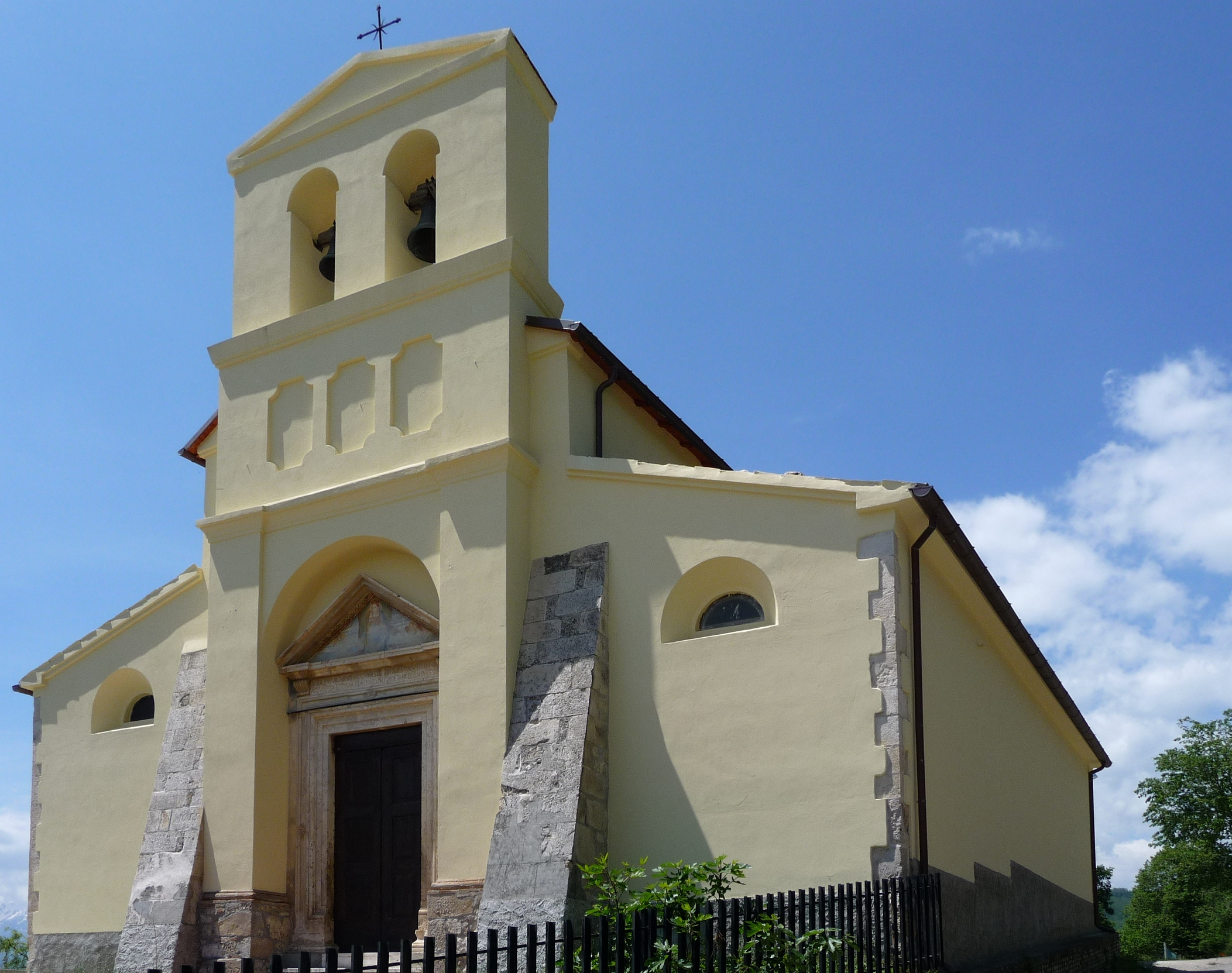
La chiesa di Santa Maria Assunta in Ioanella

È la chiesa principale; sorge nel nucleo storico di Ioanella. 

Risulta già in un documento del 1289 quando venne affidata ad un solo Rettore mentre in precedenza risultava affidata a 4 Rettori. 

Nel 1329 risultavano in suo affidamento 92 persone. 

Dalle prime visite pastorali del Vescovo di Teramo del 1583 e 1614 la chiesa aveva in cura 470 anime. 

Con decreto del Ministero dell'Interno del 29 novembre 1986, pubblicato sulla G.U. del 21 gennaio 1987, la chiesa è stata dichiarata ente ecclesiastico civilmente riconosciuto. 

Sono presenti opere d'arte dei secoli XVII-XVIII, fra i quali i dipinti del teramano Vincenzo Baldati.

#### Santa Barbara

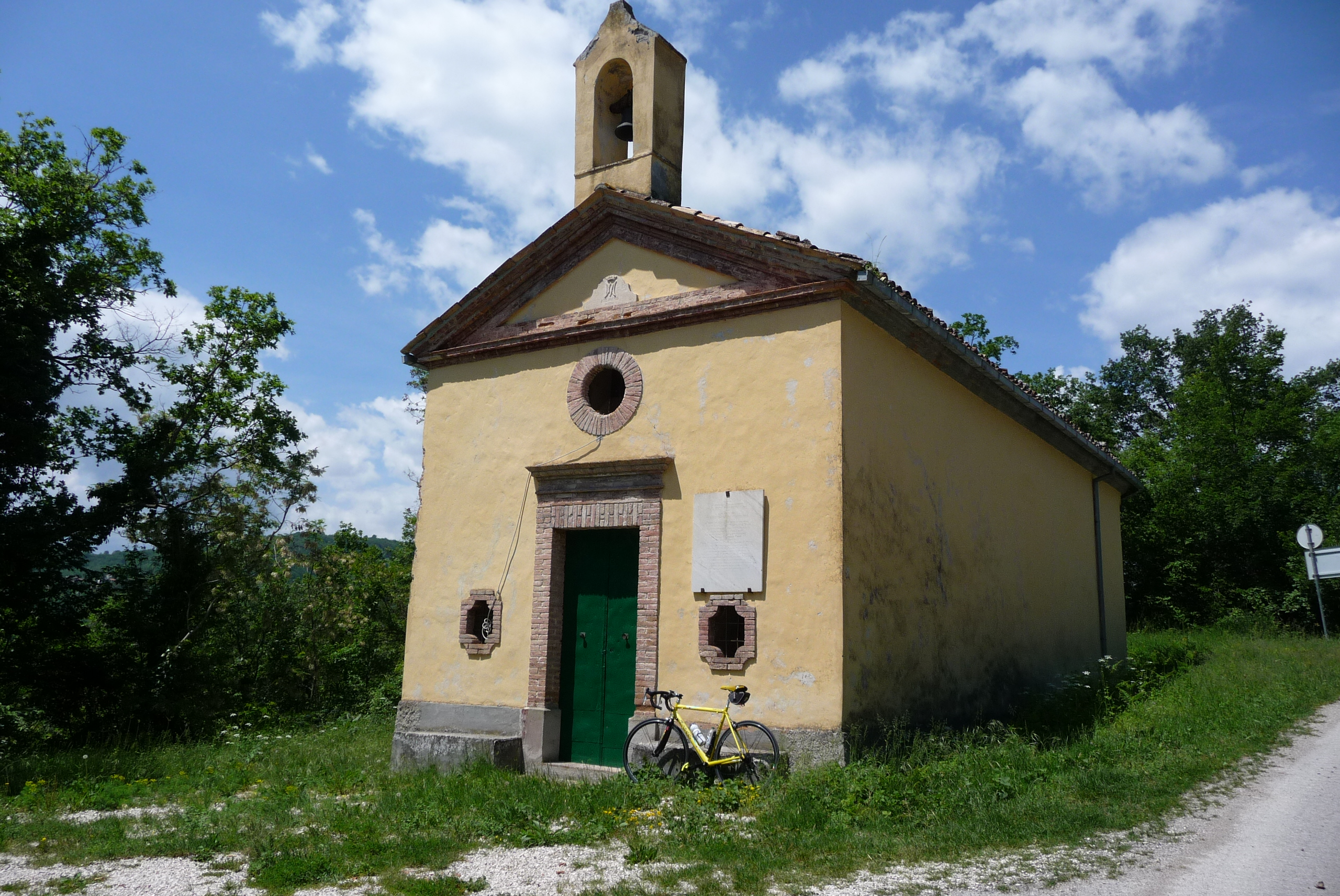
La chiesa di Santa Barbara in Ioanella

A poche centinaia di metri a monte del nucleo di Ioanella, in direzione dell'antica sorge la chiesetta di S. Barbara. 

Sorta al centro di cinque case i cui abitanti erano vassalli di S. Giovanni a Scorzone, fu soggetta fin dal XIV secolo al Capitolo aprutino. Prima del 1583 era governata da un proprio Rettore e conservava ancora entrate autonome.

## Società

### Evoluzione demografica
Nel suo Dizionario del 1804, Luigi Ercole indica in "Joanella" la presenza di 31 anime. 

Francescantonio Nanni, Vescovo di Teramo, nella Relatio ad limina del 1814 descrive le parrocchie della sua Diocesi; a Ioanella (che in questo periodo già ricade nel Comune di Torricella), risultano 50 anime. 
Segue la serie dei censimenti della seconda metà del XX secolo:
| Anno        | 1951 | 1961 | 1971 | 1981 |
| ----------- | ---- | ---- | ---- | ---- |
| Popolazione | 85   | 65   | 60   | 146  |

## Cultura

### Istruzione
Per effetto della Legge Coppino sull'istruzione obbligatoria, nel 1878 il municipio di Torricella Sicura nominava una maestra per la scuola di Ioanella e una per Borgonovo. Non essendoci locali idonei in queste frazioni per ospitare la scuola e l'abitazione della maestra, le nuove classi miste furono attivate a Piano Grande e Antanemuccio. Nel settembre 1884 le scuole furono finalmente attivate nelle frazioni di Ioanella e Borgonovo. Nel 1888 da Ioanella la scuola fu trasferita a Poggio Valle per servire anche gli studenti residenti nella vicina Valle Piola i cui studenti non erano in numero inferiore a quello di Ioanella. Nell'aprile 1891 alcuni consiglieri riuscirono a far passare la decisione di trasferire di nuovo la scuola da Poggio Valle a Ioanella. In seguito si giunse al compromesso di trasferire la maestra, ad anni alterni, a Ioanella e a Poggio Valle. Successivamente si decise di adottare la "rotazione", ogni tre anni, degli insegnanti delle scuole rurali miste da una frazione all'altra. Nel 1911 Ioanella ebbe definitivamente assegnata la scuola elementare.

## La pietra di Ioanella
Ioanella è ricordata per le cave di pietra calcarea che vi erano nei suoi pressi, usata per realizzare colonne di ordine corinzio nella Cattedrale di Teramo, sul portone della chiesa di S. Francesco (oggi Sant'Antonio) e di altri edifici.
Con tale pietra fu realizzato anche il palazzo dell'Intendenza (oggi il Palazzo del Governo).